# Pterocarpus tinctorius
Pterocarpus tinctorius är en ärtväxtart som beskrevs av Friedrich Welwitsch. Pterocarpus tinctorius ingår i släktet Pterocarpus och familjen ärtväxter. Inga underarter finns listade i Catalogue of Life.